# Branoslavci
Branoslavci so naselje v Občini Ljutomer. Blizu vasi je Gajševsko jezero, na sredini katerega je majhen otok.